# Karin Larsson

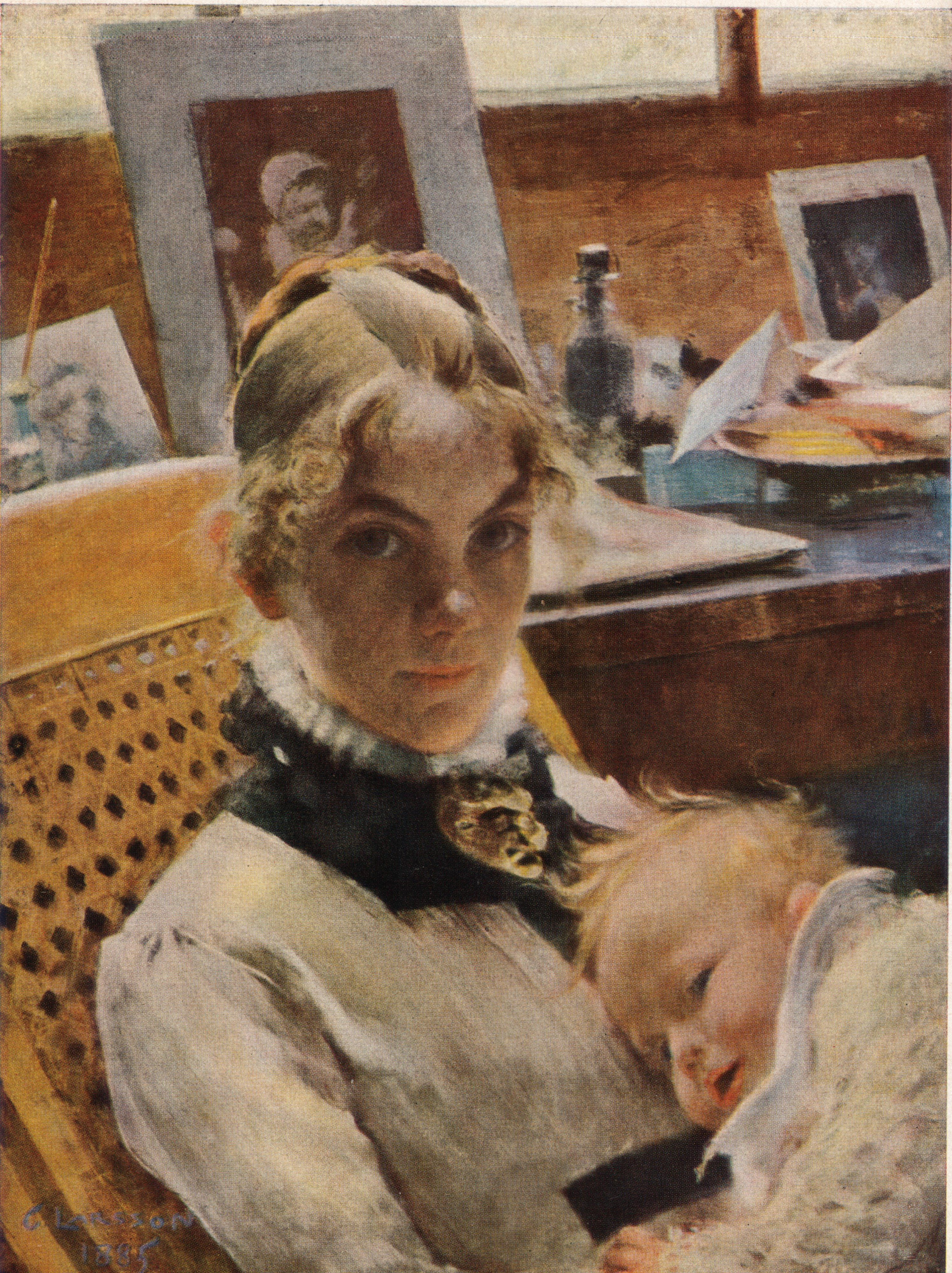
Karin Larsson mit ihrer Tochter Suzanne, gemalt von Carl Larsson (1885)

Karin Larsson, geb. Bergöö (* 3. Oktober 1859 in Örebro; † 18. Februar 1928 in Valnäs, Södermanland) war eine schwedische Künstlerin. Sie war mit dem Maler Carl Larsson verheiratet.

## Leben
Karin Larsson wurde 1859 in Örebro geboren; ihr Vater war Kaufmann. Sie zeigte früh Talent für die Malerei und wurde 1877 in die Kunstakademie Stockholm aufgenommen. Dort studierte sie bis 1882. Danach reiste sie zu der Künstlerkolonie Grez-sur-Loing in der Nähe von Paris, wo sie Carl Larsson kennenlernte. Sie ließen sich 1883 in Stockholm trauen und kehrten anschließend nach Grez-sur-Loing zurück. Ihre erste Tochter, Suzanne, wurde dort 1884 geboren; 1885 zogen sie wieder nach Stockholm.
Pontus Fürstenberg aus Göteborg wünschte sich eine umfangreiche Malerei von Carl Larsson für seine Sammlung, weshalb sie ihre inzwischen zwei Kinder bei Karins Eltern in Hallsberg ließen und ein Jahr in Paris verbrachten. Als sie nach Schweden zurückkehrten, kauften sie ein kleines Häuschen, Lilla Hyttnäs, in der Nähe von Falun.
Obwohl Karin Larsson acht Kinder zur Welt brachte und das Haus für eine große Familie ausbaute, fand sie trotzdem noch Zeit, ihre künstlerische Ader auszuleben. Sie hat einen Großteil der Textilien im Haus, das inzwischen ein Museum ist, selbst entworfen und gewebt. Eine Schürze, die auf Schwedisch nach ihr karinförklädet heißt, war sehr lange populär in Schweden. Karin Larsson hat zudem Kleider für sich und ihre Kinder sowie Möbel entworfen. Gleichzeitig war sie eine zuverlässige Kritikerin der Arbeiten von Carl Larsson. Zu ihren Inspirationsquellen bei der Hauseinrichtung zählten William Morris und John Ruskin.
Sie starb 1928 und wurde auf dem Friedhof in Sundborn, nordöstlich von Falun, begraben.